# Joe Willock
Joseph George Willock (20 d'agost de 1999) és un futbolista professional anglès que juga com a centrecampista pel Newcastle United FC de la Premier League anglesa.